# 阿提卡大區
阿提卡大区（希臘語：Περιφέρεια Αττικής，羅馬化：Periféria Attikís，[periˈferi.a atiˈcis]），是希臘的大區之一，包括整個雅典都市區。該大區的面積略大於歷史上的阿提卡地區。

## 概况
阿提卡大区位于中希腊地理区域的东部，面積約3,808平方公里，人口約有380萬人，其中超過95%都居住在雅典都市區。2019年其人类发展指数为0.912，为希腊各大区中最高。

## 行政
阿提卡大區設立於1987年，至2010年為止，阿提卡大區包括了雅典、東阿提卡、比雷埃夫斯、西阿提卡四个州。
在2010年卡利克拉提斯方案中，大区的权力和职责完全重新定义并扩大。自2011年1月1日起，虽然受阿提卡权力下放管理局监督，但大区是一个独立自治单位，其权力跟预算与原州份类似。
阿提卡大區自2011年起分成八個专區：
- 北雅典专区
- 西雅典专区
- 中雅典专区
- 南雅典专区
- 西阿提卡专区
- 东阿提卡专区
- 比雷埃夫斯专区
- 岛屿专区

## 外部連結
- 官方网站  （希腊文）